# SN 2001er
SN 2001er – supernowa typu Ia odkryta 4 października 2001 roku w galaktyce UGC 5301. W momencie odkrycia miała maksymalną jasność 17,20m.